# Eva Arndt
Eva Johanne Arndt (* 27. November 1919 in Aarhus; † 18. Juni 1993 in Gjesing) war eine dänische Schwimmerin.

## Karriere
Arndt nahm 1936 erstmals an Olympischen Spielen teil. Über 100 m Freistil schied sie als Fünfte ihres Vorlaufs aus. Mit der Staffel über 4 × 100 m Freistil erreichte sie Rang sieben. Anfang August 1938, kurz vor Beginn der Schwimmeuropameisterschaften, brach sie gemeinsam mit der dänischen Staffel den Weltrekord über 4 × 100 m Freistil. Bei den folgenden Schwimmeuropameisterschaften gewannen sie über selbige Distanz Gold. Nach Ende des Zweiten Weltkrieges nahm die Dänin erneut mit der Staffel über 4 × 100 m Freistil an den Olympischen Spielen teil und gewann Silber.